# Mazurski Park Krajobrazowy
Mazurski Park Krajobrazowy – park krajobrazowy położony w województwie warmińsko-mazurskim (na terenie gmin Piecki, Mrągowo, Świętajno, Ruciane-Nida, Mikołajki, Orzysz i Pisz) w powiatach mrągowskim, piskim i szczycieńskim. Jest to jeden z największych parków krajobrazowych w Polsce. 
Został utworzony w grudniu 1977 roku mocą uchwał Wojewódzkich Rad Narodowych w Suwałkach i w Olsztynie (na podstawie uchwały Prezydium Wojewódzkiej Rady Narodowej w Olsztynie z 1970 roku). Celem jego utworzenia było zachowanie wartości malowniczego, jeziornego krajobrazu polodowcowego, bogatej fauny i flory, a także wartości kulturowych i historycznych Polski północno-wschodniej. W regionie, w którym powstał Park ścierają się wpływy klimatu kontynentalnego i morskiego z czynnikami lokalnymi, tworząc specyficzny mikroklimat.
Powierzchnia całkowita: 53 655 ha
Powierzchnia leśna: 29 tys. ha
Powierzchnia wód (rzeki i jeziora): 18 tys. ha
Strefa ochronna (otulina): 18 608 ha
Osady ludzkie: 29
Liczba stałych mieszkańców: ok. 4,8 tys.
Na terenie Mazurskiego Parku Krajobrazowego znajduje się największe w Polsce jezioro Śniardwy o powierzchni 11 416 ha (wraz z jeziorami Kaczerajno i Seksty). Inne większe jeziora to: Bełdany (940,6 ha), Mokre (814,78 ha), Łuknajno (692,3 ha), Mikołajskie (498 ha), Warnołty (465 ha) i Zdróżno (252,3 ha). W dorzeczu Krutyni znajduje się ponad 20 małych, śródleśnych jeziorek dystroficznych.
W skład Parku wchodzi północna część Puszczy Piskiej z rzeką Krutynią.
W przyszłości planowane jest na części Mazurskiego Parku Krajobrazowego utworzenie parku narodowego.

## Fauna
Do zwierzęcych unikatów parku należy zaliczyć kiełża (Pallasea quadrispinosa) – skorupiaka, uznanego za morski relikt polodowcowy, rzadkie odmiany gąbek (m.in. Euspongilla lacustris) spotykane w jeziorze Bełdany i rzece Krutyni oraz przedstawiciela epoki przedlodowcowej żółwia błotnego. Atrakcją są również koniki polskie, które przebywają w Popielnie, niedaleko Rucianego-Nidy.
Okazy fauny spotykane na terenie Mazurskiego Parku Krajobrazowego:
- jeleń szlachetny (Cervus elaphus)
- sarna europejska (Capreolus capreolus)
- dzik euroazjatycki (Sus scrofa)
- zając szarak (Lepus europaeus)
- zając bielak (Lepus timidus)
- wiewiórka pospolita (Sciurus vulgaris)
- lis rudy (Vulpes vulpes)
- jenot azjatycki (Nyctereutes procynoides)
- kuna leśna (Martes martes)
- kuna domowa (Martes foina)
- łasica pospolita (Mustela nivalis)
- tchórz zwyczajny (Mustela putorius)
- jeż zachodni (Erinaceus europaeus)
- kret europejski (Talpa europaea)
- ryjówka aksamitna (Sorex araneus)
- nietoperze (Chiroptera)
- łoś euroazjatycki (Alces alces)
- wilk szary (Canis lupus)
- wydra europejska (Lutra lutra)
- gronostaj europejski (Mustela erminea)
- borsuk europejski (Meles meles)
- bóbr europejski (Castor fiber)
- norka amerykańska (Mustela vison) (gatunek obcy, problematyczny)

Ptaki:
- bielik zwyczajny (Haliaeetus albicilla)
- rybołów zwyczajny (Pandion haliaetus)
- orlik krzykliwy (Aquila pomarina)
- bocian czarny (Ciconia nigra)
- bocian biały (Ciconia ciconia)
- żuraw zwyczajny (Grus grus)
- puchacz zwyczajny (Bubo bubo)
- cietrzew zwyczajny (Lyrurus tetrix) – na granicy wyginięcia
- kania czarna (Milvus migrans) i ruda (Milvus milvus)
- trzmielojad zwyczajny (Pernis apivorus)
- kobuz (Falco subbuteo)
- błotniak zbożowy (Circus cyaneus)
- puszczyk uralski (Strix uralensis)
- kormoran zwyczajny (Phalacrocorax carbo sinensis)
- łabędź niemy (Cygnus olor)
- nurogęś (Mergus merganser)
- czapla siwa (Ardea cinerea)
- rybitwa czarna (Chlidonias nigier)
- bąk zwyczajny (Botaurus stellaris)
- czajka zwyczajna (Vanellus vanellus)
- dzięcioł czarny (Dryocopus martinus) i dzięcioł zielony (Picus viridis)
- jarząbek zwyczajny (Tetrastes bonasia)
- orzechówka zwyczajna (Nucifraga caryocatactes)
- krzyżodziób świerkowy (Loxia curvirostra)
- wilga (Oriolus oriolus)
- siniak (Columba oenas)
- dudek (Upupa epops)
- zimorodek (Alcedo atthis)
- pluszcz (Cinclus cinclus) – nad górną Krutynią i na strumieniu Pierwos

Bezkręgowce:
- paź królowej (Papilion machaon)
- rusałka żałobnik (Nymphalis antiopa)
- rusałka admirał (Vanessa atalanta)
- mieniak tęczowiec (Apatura iris)
- kozioróg dębosz (Cerambyx cerdo)
- wałkarz lipczyk (Polyphylla fullo)

## Flora
Spośród roślinnych reliktów należy wymienić mchy takie jak mszar, koimek, widłoząb długolistny i torfowiec oraz drzewa – borealna wierzba borówkolistna i wierzba lapońska.
- cis (2 stanowiska)
- storczykowate:
  - listera sercowata
  - listera jajowata
  - obuwik
  - storczyk szerokolistny
  - kruszczyk błotny
  - kruszczyk rdzawoczerwony
  - tajęża jednostronna
  - gnieźnik leśny
  - żłobik koralowy
- rosiczka okrągłolistna

- pływacz zwyczajny i pływacz średni
- pełnik europejski
- kosaciec syberyjski
- mieczyk dachówkowaty
- goździk pyszny
- dzwonecznik wonny
- orlik pospolity
- lilia złotogłów
- sasanka otwarta i sasanka łąkowa
- zawilec wielkokwiatowy
- dzwonek boloński

- ciepłolubny miodownik melisowaty
- kokoryczka okółkowa

Relikty glacjalne i borealne:
- chamedafne północna (największe stanowisko w Polsce)
- zimoziół północny
- wielosił błękitny
- turzyca strunowa
- turzyca luźnokwiatowa i wierzba borówkolistna

- widłak wroniec
- wełnianka delikatna
- bażyna czarna
- bagnica torfowa
- turzyca bagienna
- żurawina drobnolistkowa

Rośliny wodne i związane z wodą:
- kłoć wiechowata (brzegi jeziora Lisunie)
- jeżogłówka najmniejsza
- rdestnica nitkowata
- mech wodny (Fontinalis dalecarlica)
- krasnorost (Hildebrandtia rivularis)
- mech (Paludella squarrosa)

Zbiorowiska roślinne:
- grąd
- bór sosnowy
- ols i ols torfowcowy

## Rezerwaty przyrody
Rezerwaty przyrody znajdujące się na terenie Mazurskiego Parku Krajobrazowego to:
- Stary Czapliniec – ornitologiczny, o powierzchni 17,10 ha
- Ławny Lasek – leśny, o powierzchni 7,66 ha
- Jezioro Lisunie – wodny, o powierzchni 19,0 ha
- Jezioro Łuknajno – ornitologiczny, o powierzchni 1189,11 ha
- Jezioro Warnołty – krajobrazowo-ornitologiczny, o powierzchni 373,3 ha
- Królewska Sosna – leśno-torfowiskowy, o powierzchni 103,76 ha
- Krutynia Dolna – krajobrazowo-florystyczno-faunistyczny, o powierzchni 969,33 ha
- Krutynia Górna – krajobrazowo-leśny, o powierzchni 273,12 ha
- Pierwos – krajobrazowo-florystyczno-faunistyczny, o powierzchni 605,48 ha
- Strzałowo – leśny, o powierzchni 14,12 ha
- Zakręt – torfowiskowo-leśny, o powierzchni 105,8 ha

## Adres
Krutyń 66
11-710 Piecki